# Harker Heights, Texas
Harker Heights là một thành phố thuộc quận Bell, tiểu bang Texas, Hoa Kỳ. Năm 2010, dân số của xã này là 26700 người.

## Dân số
- Dân số năm 2000: 17308 người.
- Dân số năm 2010: 26700 người.